# Šanov (Rakovníki járás)
Šanov település Csehországban, Rakovníki járásban. Šanov Senomaty, Pšovlky, Petrovice és Řeřichy településekkel határos. Lakosainak száma 575 fő (2024. január 1.).

## Népesség
A település lakosságának változását az alábbi diagram mutatja:
| Lakosok száma | 767  | 810  | 891  | 594  | 479  | 463  | 536  | 551  | 560  | 575  |
|               | 1869 | 1890 | 1921 | 1950 | 1980 | 2001 | 2017 | 2019 | 2022 | 2024 |